# Выборы в Европейский парламент (2024)
Выборы в Европейский парламент 2024 года прошли с 6 по 9 июня. Это были десятые общенародные выборы в Европарламент, начиная с 1979 года, и первые выборы после «брексита».
Новый парламент начал работу 16 июля 2024 года.

## Избирательная система

### Численность представителей по странам
В сентябре 2023 года Европейский совет утвердил число представителей в Европарламенте: 
| #     | Страна     | Число представителей |
| ----- | ---------- | -------------------- |
| 1     | Австрия    | 20                   |
| 2     | Бельгия    | 22                   |
| 3     | Болгария   | 17                   |
| 4     | Венгрия    | 21                   |
| 5     | Германия   | 96                   |
| 6     | Греция     | 21                   |
| 7     | Дания      | 15                   |
| 8     | Ирландия   | 14                   |
| 9     | Испания    | 61                   |
| 10    | Италия     | 76                   |
| 11    | Кипр       | 6                    |
| 12    | Латвия     | 9                    |
| 13    | Литва      | 11                   |
| 14    | Люксембург | 6                    |
| 15    | Мальта     | 6                    |
| 16    | Нидерланды | 31                   |
| 17    | Польша     | 53                   |
| 18    | Португалия | 21                   |
| 19    | Румыния    | 33                   |
| 20    | Словения   | 9                    |
| 21    | Словакия   | 15                   |
| 22    | Финляндия  | 15                   |
| 23    | Франция    | 81                   |
| 24    | Хорватия   | 12                   |
| 25    | Чехия      | 21                   |
| 26    | Швеция     | 21                   |
| 27    | Эстония    | 7                    |
| Всего |            | 720                  |

### Дата выборов
| 6 июня     | 7 июня   | 8 июня                   | 9 июня |
| ---------- | -------- | ------------------------ | --- |
| Нидерланды | Чехия    | Чехия                    | Австрия, Бельгия, Болгария, Кипр, Хорватия, Дания, Эстония, Финляндия, Франция, Германия, Греция, Литва, Польша, Португалия, Румыния, Словения, Испания, Швеция, Венгрия |
| Нидерланды | Ирландия | Латвия, Мальта, Словакия | Австрия, Бельгия, Болгария, Кипр, Хорватия, Дания, Эстония, Финляндия, Франция, Германия, Греция, Литва, Польша, Португалия, Румыния, Словения, Испания, Швеция, Венгрия |
| Нидерланды | Ирландия | Италия                   | |

## Предвыборная обстановка
Выборы в Европейский парламент 2019 года привели к тому, что ЕНП и ПАСД ощутимо потеряли поддержку избирателей, а либералы и центристы с праворадикалами (ОЕ, Зелёные — ЕСА и ИД) добились ощутимого прироста поддержки избирателей. Это привело к тому, что ЕНП не смогла продвинуть своего председателя на пост председателя ЕК, и чтобы обойти тупик, на должность была выдвинута более умеренная и компромиссная фигура в лице Урсулы фон дер Ляйен. При этом, избиратели проявили большую заинтересованность в выборах, ибо явка впервые выросла за историю электоральных процессов Европарламента.

## Партии и кандидаты
Каждое государство образует один или несколько избирательных округов. В бюллетенях для голосования представлены национальные партии или в некоторых странах независимые кандидаты (Кипр, Ирландия, Румыния). На европейском уровне они объединяются в Европейские политические партии, которые образуют фракции Европарламента. Европейские политические партии определяют главных кандидатов на выборах.
| Европейские политические партии      | Европейские политические партии      | Европейские политические партии                | Фракция Европарламента | Кандидат на председателя ЕК      | Программа                          |
| ------------------------------------ | ------------------------------------ | ---------------------------------------------- | ---------------------- | -------------------------------- | ---------------------------------- |
|                                      | EPP                                  | Европейская народная партия                    | Фракция ЕНП            | Урсула фон дер Ляйен             | «Our Europe»                       |
|                                      | ECPM                                 | Европейское христианское политическое движение | Фракция ЕНП            | Валерий Гилецкий                 | «elevate. empower. engage.»        |
|                                      | PES                                  | Партия европейских социалистов                 | S&D                    | Николас Шмит                     | «The Europe We Want»               |
|                                      | ALDE                                 | Альянс либералов и демократов за Европу        | Renew Europe           | Мария-Агнес Штрак-Циммерманн     | «Your Europe, Your Freedom»        |
|                                      | EDS                                  | Европейская демократическая партия             | Renew Europe           | Сандро Гози                      | «Reinventing Europe»               |
|                                      | EGP                                  | Европейская партия зелёных                     | Greens — EFA           | Бас Эйкхаут, Терри Рейнтке       | «Courage to Change»                |
|                                      | EFA                                  | Европейский свободный альянс                   | Greens — EFA           | Майлис Россберг, Рауль Ромева    | «A Europe for All»                 |
|                                      | ID                                   | Партия идентичности и демократии               | ID                     | —                                | —                                  |
|                                      | ECR                                  | Партия европейских консерваторов и реформистов | ECR                    | —                                | «Party Manifesto»                  |
|                                      | PEL                                  | Европейские левые                              | GUE/NGL                | Вальтер Байер                    | «Manifesto»                        |
| Европейские партии, не признанные ЕС | Европейские партии, не признанные ЕС | Европейские партии, не признанные ЕС           | Фракция Европарламента | Кандидат на председателя ЕК      | Программа                          |
|                                      | PPEU                                 | Европейская пиратская партия                   | Greens — EFA           | Марцел Колайа, Аня Хиршел        | «Common European Election Program» |
|                                      | Volt                                 | Вольт Европа                                   | Greens — EFA           | Дамиан Бозелагер, Софи Ин’т Велд | «Future Made in Europe»            |
|                                      | DiEM25                               | Движение за демократию в Европе 2025           | —                      | —                                | «What we are fighting for»         |

## Прогнозы
Многие политики, политологии и журналисты прогнозирует усиление позиций ультраправых националистических партий, многие из которых считаются пророссийскими, таких как «Альтернатива для Германии» и Национальное объединение.

## Скандалы

### Катарский скандал
В декабре 2022 года разразился скандал, названный как Катаргэйт (англ. Qatargate). Скандал был связан с подозрениями в коррупции депутатов, сотрудников и лоббистов работавших в Европейском парламенте. Скандал дестабилизировал работу Европейского парламента на некоторое время, а нескольких депутатов были заключены под арест, среди них были Марк Тарабелла (депутат от бельгийских социалистов), Андреа Коццолино (депутат от демократическая партии Италии) и Ева Кайли (депутат от греческих социалистов). Вскоре Еву Кайли также лишили поста вице-председателя Европейского парламента. Среди других подозреваемых по этому делу — Франческо Джорджи, помощник депутата Европарламента Андреа Коццолино, Пьер Антонио Панзери, основатель неправительственной организации «Борьба с безнаказанностью»; Никколо Фига-Таламанка, глава неправительственной организации «Нет мира без справедливости», и Лука Визентини, глава Международной конфедерации профсоюзов.
После скандала, Европейский парламент в сентябре 2023 года пересмотрел свои правила процедур и кодекс поведения, возложив на депутатов Европарламента шесть основных обязательств:
- Подробная декларация о частных интересах, в том числе за 3 года до их избрания.
- Если иные доходы (не включающие зарплату евродепутата) превышают сумму 5000 евро, то должны быть указаны все организации, от которых эти доходы получены.
- Все конфликты интересов должны быть разрешены или заявлены.
- Запрет на участие в оплачиваемой лоббистской деятельности, напрямую связанной с процессом принятия решений в ЕС.
- Встречи с заинтересованными сторонами могут проводиться только с людьми, которые зарегистрированы в Реестре прозрачности ЕС[11]. Депутаты Европарламента должны раскрывать информацию о таких встречах, а также о встречах, проводимых с представителями дипломатов третьих стран.
- Декларировать все активы и обязательства в начале и в конце каждого срока полномочий депутата.

### Российское влияние
В марте 2024 года, правительство Чешской Республики ввело санкции против новостного сайта «Голос Европы» (англ. Voice of Europe), заявив, что этот сайт является частью сети пророссийского влияния. На следующий день премьер-министр Бельгии Александр де Кро, во время дебатов в бельгийском парламенте, заявил, что Россия следила за депутатами Европарламента, а также платила им. 2 апреля чешский новостной портал «Denik N» сообщил со ссылкой на нескольких министров, что существуют аудиозаписи, на которых немецкий политик Петр Быстронь (депутат от Альтернатива для Германии), подтверждает получение денег. 12 апреля стало известно, что прокуратура Бельгии расследует, получали ли европейские политики деньги за распространение российской пропаганды. Помимо Быстрона, расследование также направлено против голландского политика Марселя де Граафа (депутат от FvD) и немецкого политика Максимилиана Кра (депутат от Альтернатива для Германии). По мнению чешских спецслужб, за «Голосом Европы» стоит Артём Марчевский и бывший украинский политик и бизнесмен Виктор Медведчук, близкий к президенту России Владимиру Путину. В мае Европейский Союз внёс «Голос Европы», «РИА Новости», «Известия» и «Российскую газету» в санкционный список ЕС, в связи с распространением российской пропаганды.

## Результаты
| ФракцияСтрана | ЕНП (EPP)                         | ПАСД (PES)      | ПЕ (P4E)               | ЕКР (ECR)         | ОЕ (RE)                | Зелёные (Greens-EFA) | Левые (GUE/NGL)                                                         | ЕСН (ESN)          | независимые                                                                    | Кол-во мест | Явка    | Источник                    |
| Австрия       | 5 АНП                             | 5 СДПА          | 6 FPÖ                  |                   | 2 NEOS                 | 2 ЗА                 |                                                                         |                    |                                                                                | 20          | 56,3%   | bundeswahlen.gv.at          |
| Бельгия       | ХДФ (2) ХСП (1)                   | СПФ (2) СПБ (2) | 3 VB                   | 3 N-VA            | РД (3) ОФЛД (1) LE (1) | З (1) Э(1)           | 2 Workers' Party of Belgium                                             |                    |                                                                                | 22          |         | results.elections.europa.eu |
| Болгария      | 6 ГЕРБ—СДС (5) ПП—ДБ (1)          | 2 БСП           |                        | 1 ITN             | 5 ДПС (3) ПП—ДБ (2)    |                      |                                                                         | 3 Възраждане       | 2 Движение за права и свободи                                                  | 17          |         |                             |
| Венгрия       | 7 Тиса                            | 2 DK            | 10 Fidesz 1 KDNP       |                   |                        |                      |                                                                         | 1 MHM              |                                                                                | 21          |         |                             |
| Германия      | 30 ХДС—ХСС                        | 14 СДПГ         |                        |                   | 8 СвДП (5) СИ (3)      | 16 З                 | 2 The Left 1 Human Environment Animal Protection Party 1 Carola Rackete | 14 AfD             | 6 BSW 2 Die PARTEI 1 PdF 1 AfD                                                 | 96          |         |                             |
| Греция        | 7 НД                              | 3 П             | 1 ΦΛ                   | 2 ΕΛ              |                        |                      | 4 Syriza                                                                |                    | 2 Κομμουνιστικό Κόμμα Ελλάδας 1 Νίκη 1 Πλεύση Ελευθερίας                       | 21          |         |                             |
| Дания         | 1 КНП 1 ЛА                        | 3 СДП           | 1 DF                   | 1 Æ               | 2 V 1RV 1 M            | 3 СНП                | 1 Red–Green Alliance                                                    |                    |                                                                                | 15          |         |                             |
| Ирландия      | 4 Фине Гэл                        | 1 Л             |                        |                   | 6 ФФ                   |                      | 2 Sinn Féin 1 Luke 'Ming' Flanagan                                      |                    |                                                                                | 14          |         |                             |
| Испания       | 22 НП                             | 20 ИСРП         | 6 Vox                  | 2 SALF            | 1 КСЕ                  | 4 С (2) А (2)        | 2 Podemos 1 Movimiento Sumar 1 EH Bildu                                 |                    | 1 SALF                                                                         | 61          |         |                             |
| Италия        | 8 Forza Italia                    | 21 ДПИ          | 8 Lega                 | 24 FdI            |                        | 4 EV                 | 8 Five Star Movement 2 Italian Left                                     |                    |                                                                                | 76          |         |                             |
| Кипр          | 2 ДО                              | 1 ДП            |                        | 1 ELAM            |                        |                      | 1 Progressive Party of Working People                                   |                    | 1 Fidias Panayiotou                                                            | 6           |         |                             |
| Латвия        | 2 JV                              | 1 S             | 1 LPV                  | 2 NA 1 AS         | 1 LA                   | 1 P                  |                                                                         |                    |                                                                                | 9           |         |                             |
| Литва         | 3 TS-LKD                          | 2 LSDP          |                        | 1 LLRA–KŠS 1 LVŽS | 1 LS 1 LP              | 1 DSVL               |                                                                         | 1 TTS              |                                                                                | 11          |         |                             |
| Люксембург    | 2 CSV                             | 1 LSAP          |                        | 1 ADR             | 1 DP                   | 1 G                  |                                                                         |                    |                                                                                | 6           |         |                             |
| Мальта        | 3 НП                              | 3 ЛП            |                        |                   |                        |                      |                                                                         |                    |                                                                                | 6           |         |                             |
| Нидерланды    | 6 ХДП (3) ФГД (2) НСК (1)         | 4 ЗЛ—ПТ         | 6 PVV                  | 1 SGP             | 7 НПСД (4) Д (3)       | 6 ЗЛ—ПТ (4) В (2)    | 1 Party for the Animals                                                 |                    |                                                                                | 31          |         |                             |
| Польша        | 23 ГК (21) ПНП (2)                | 3 НЛ            | 2 RN                   | 20 PiS            | 1 Польша 2050          |                      |                                                                         | 3 NN               | 1 Konfederacja Korony Polskiej                                                 | 53          | 40,65 % | pkw.gov.pl                  |
| Португалия    | 7 ДА                              | 8 СПП           | 2 Chega!               |                   | 2 ЛИ                   |                      | 1 Left Bloc 1 Portuguese Communist Party                                |                    |                                                                                | 21          |         |                             |
| Румыния       | 10 Коалиция                       | 11 СДПР         |                        | 5 AUR 1 PNCR      | 3 ADU                  | 1 NS                 |                                                                         |                    | 2 S.O.S. România                                                               | 33          |         |                             |
| Словакия      | 1 ХДД                             |                 |                        |                   | 6 ПС                   |                      |                                                                         | 2 Hnutie Republika | 5 Smer – sociálna demokracia 1 Hlas – sociálna demokracia                      | 15          |         |                             |
| Словения      | 5 СДП (4) NSi (1)                 | 1 SD            |                        |                   | 2 Svoboda              | 1 Vesna              |                                                                         |                    |                                                                                | 9           |         |                             |
| Финляндия     | 4 Kok.                            | 2 СДПФ          |                        | 1 PS              | 3 Kesk.                | 2 Vihr.              | 3 Left Alliance                                                         |                    |                                                                                | 15          |         |                             |
| Франция       | 6 Р—НЦ                            | 13 СП           | 30 RN                  | 4 IDL             | 14 В                   | 5 Э                  | 9 La France Insoumise                                                   | 1 R!               |                                                                                | 81          |         |                             |
| Хорватия      | 6 ХДС                             | 4 СДПХ          |                        | 1 DOMiNO          |                        | 1 ММ                 |                                                                         |                    |                                                                                | 12          |         |                             |
| Чехия         | 5 TOP 09 (2) KDU-ČSL (1) STAN (2) |                 | 7 ANO 1 Přísaha 1 AUTO | 3 ODS             |                        | 1 Piráti             |                                                                         | 1 SPD              | 1 Komunistická strana Čech a Moravy 1 Spojení demokraté - Sdružení nezávislých | 21          | 36,45 % | Volby.cz                    |
| Швеция        | 5 У (4) ХД (1)                    | 5 СД            |                        | 3 SD              | 3 ПЦ (2) Л (1)         | 3 ПЗ                 | 2 Left Party                                                            |                    |                                                                                | 21          |         |                             |
| Эстония       | 2 O                               | 2 СДПЭ          |                        | 1 KE              | 2 ЦПЭ (1) ПРЭ (1)      |                      |                                                                         |                    |                                                                                | 7           |         |                             |
| Итого         | 188 (26,1%)                       | 136 (18,8%)     | 86 (11,9%)             | 80 (11,1%)        | 75 (10,4%)             | 53 (7,4%)            | 46 (6,4%)                                                               | 26 (3,6%)          | 29 (4%)                                                                        | 720         |         |                             |

Новый парламент начнёт работу 16 июля 2024 года. Во время первой сессии (которая продлится до 19 июля) будут избраны новый председатель Европарламента, его заместители, а также состоится формирование различных парламентских комитетов и подкомитетов.

## Оценки и последствия
После победы во Франции с большим отрывом правого «Национального объединения» и поражения президентского «Возрождения» глава государства Эммануэль Макрон объявил о роспуске нижней палаты парламента страны и проведении досрочных выборов. 